# Eredetbirkák (South Park)
Az Eredetbirkák (Insheeption) a South Park című amerikai animációs sorozat 205. epizódja (a 14. évad 10. része). Eredetileg 2010. október 20-án vetítették Amerikában a Comedy Central csatornán, míg Magyarországon 2011. február 15-én ugyancsak a Comedy Centralon. Ebben az epizódban mind Stan, mind Mr. Mackey kényszeres gyűjtögetéstől szenvednek, és hogy megtalálják az okát, Mr. Mackey álmában ragadnak. Az epizód az "Eredet" című filmet, továbbá a "Gyűjtögetők" és a "Kényszeres gyűjtögetők: Élve eltemetve" című realityműsorokat figurázza ki.

## Cselekmény
|  | Alább a cselekmény részletei következnek! |

Wendy aggódik, mert Stan egyre több jelét mutatja annak, hogy kóros gyűjtögetésben szenved. Felkér szakértőket, akik Dr. Chinstrap segítségével a diákok szeme láttára kinyitják az iskolai szekrényét. Rengeteg undorító dolgot találnak benne, mint például egy törött fogkefe, egy romlott kukacos szendvics, vagy egy üres aszpirines flakon. Stan teljesen kiborul és követeli vissza a szendvicsét, mindenki általános megdöbbenésére. Ezért Kyle javaslatára elmegy az iskolai "pszichomókushoz", Mr. Mackeyhez. Furcsa módon Mr. Mackey sem hallott a gyűjtögetésről, viszont az irodája tele van lomokkal – Stan kikövetkezteti, hogy ő is kóros gyűjtögető.
Mivel úgy vélik, hogy valamilyen lelki traumához kapcsolódhat a dolog, Dr. Chinstrap próbál beszélni a szülőkkel, akik szerint mások is gyűjtögetnek, mint például Mr. Yeoman, aki "birkákat gyűjtöget" (a valóságban pásztor, az angol eredetiben szójáték: herder-hoarder). Ezért a férfit magával viszi a rendőrség Dr. Chinstraphez, aki egy különleges terápiát javasol: mindhármukat egy gépre köti, és elaltatva őket a tudatalattijukkal kommunikál. Mr. Mackey álmaiban megjelenik Billy Thompson, aki gyerekkorában terrorizálta őt. Mackey kisgyerekkori énjének álomképében váratlanul megjelenik Stan és Mr. Yeoman is. A tudósok szerint mindketten bennragadtak az álomban. Randy eltökéli, hogy kiszabadítja a fiát, de a tudósok szerint ez nem túl jó ötlet, mert örökre ott maradhatnak. Addig erősködik azonban, hogy végül ő is bekerül. Közben Stan hiába próbálja meg rávenni Mackeyt, hogy ébredjen fel, viszont arra rájön, hogy Billy Thompson egy soron következő iskolai kiránduláson csinált valamit vele, ami a gyűjtögetésének az oka lehetett.
Másnap reggel Mackey, Stan, és Mr. Yeoman az iskolabuszra várnak az álomban. Stan észreveszi az apját, aki pillangóként jelenik meg. Segítséget próbál tőle kérni, de Randy ehelyett inkább elrepül, hogy "pillangópunit" gyűjtsön. Pinkerton közli, hogy szakértőket kellett volna hívni, és ekkor megjelennek az Eredet című film szereplői. Közlik, hogy mindannyiukat be kell vinni egy álmon belüli álomba, mert csak úgy juthatnak ki – Sharon ellenkezése ellenére. Pinkerton közli, hogy ha nem járnak sikerrel, az egész Európa végét jelentheti, "mert csak". Eközben Stan, Mr. Yeoman és Mackey az iskolai kiránduláson egy erdei tanórára érkeznek, ahol bemutatják Szőrmók Bubót, a kabalafigurát, aki arra biztatja a gyerekeket, hogy ne szemeteljenek. Ekkor váratlanul megjelenik az Eredet csapata, akik nem tudják, hol vannak, de összevissza lövöldöznek. Chinstrap aggódik, hogy mind bent fognak ragadni, ezért kihívja a tűzoltókat, hogy segítsenek. Elmagyarázza nekik, hogy az egész olyan, mintha egy tacót betennének egy másikba, ami egy Taco Bellben van, ami egy Burger Kingben van egy plázán belül. Ekkor megérkezik egy pizzafutár, aki szintén bemegy az álomba, mert azt mondják neki, hogy hátha onnan rendelte valaki.
Mackey menekülni kezd az álomban, de Stan közli, hogy ne fusson, hanem álljon ki magáért. Ezalatt Chinstrap megelégeli a dolgot, és a világ legerősebb álombehatolójától kér segítséget: Freddy Kruegertől. Freddy nem hajlandó segíteni, közli, hogy már felhagyott ezzel, főleg az után az eset után, hogy az amerikai kormány átverte őt, és több tinédzsert meg kellett ölnie, mert elhitették vele, hogy így meg lehet állítani az oroszokat. Végül nagy nehezen sikerül rávenniük, hogy segítsen. Ezalatt Mackey verekedni készül Billy Thompsonnal, ám amint hozzákezdenének, az Eredet csapata szitává lövi őt és a társait is. Mindannyiuk meglepetésére Mackey nem ébred fel ezt követően sem, azaz a traumát nem Billyék okozták. Mackey emlékezni kezd: aznap valóban nem verték meg őt Billyék, viszont amikor elmenekült előlük, be egy kis faházba, ott egy illető "rossz helyen nyúlt hozzá". Ez az illető pedig nem más volt, mint Szőrmók Bubó, és az átélt trauma hatására kezdte úgy érezni Mackey, hogy minden szemetet össze kell szednie. Szőrmók Bubó egy szörnyeteggé változik és nekik ront. Az Eredetesek nem tudják lelőni, ráadásul végez a pásztorral is. Az utolsó pillanatban megérkezik Freddy Krueger és végez vele, ezután mindenki felébred. Most, hogy megoldották Mr. Mackey problémáját, Chinstrap megkérdezi Stant, hogy folytathatják-e vele. Stan ehelyett inkább elkezdi kirámolni a szekrényét, Wendy és Kyle kérdésére pedig azt mondja, hogy azok után, amiket Mackey álmában látott, nem érdekli semmilyen terápia. Kyle erre visszakérdez, hogy honnan tudja, hogy ez nem az ő terápiája volt?

## Érdekességek
A sorozat alkotóit plágiumváddal illették az epizód miatt, ugyanis a CollegeHumor internetes oldalon 2010. július 19-én (tehát három hónappal az epizód vetítése előtt) megjelent egy "Inception Characters Don't Understand Inception" című kisfilm, amiből egyes mondatok szinte szó szerint át lettek emelve. Matt Stone bocsánatkérését fejezte ki az eset miatt és elmondta, hogy ez azért van így, mert az "Eredet" című filmet ekkor még nem látták, helyette olyan videókat néztek meg, amiket olyan emberek készítettek, akik látták, és az ő szóhasználatukat akarták átvenni.
Billy Thompsonnak hívták Ben Afflecket is a "Ha a segged van a fejed helyén" című epizódban.
Randy pillangóvá változása egy utalás Dsuang Dszi taoista mesterre, akiről Szabó Lőrinc is írt verset "Dsuang Dszi álma" címmel.
Dr. Chinstrap többször is látható az epizódban, ahogy a háttérben szájdobol és közben viccesen mozog. Ilyenkor az "Eredet" című film különféle zenéit adja elő.